# 鸭南乡
鸭南乡，是中华人民共和国黑龙江省佳木斯市抚远市下辖的一个乡镇级行政单位。

## 行政区划
鸭南乡下辖以下地区：
鸭南村、镇西村、富兴村、新胜村、四排村和平原村。